# Озеряны (Бучачская городская община)
Озеряны (укр. Озеряни) — село в Бучачской городской общине Чортковского района Тернопольской области Украини.
До 2020 года входило в Бучачский район.
Код КОАТУУ — 6121284201. Население по переписи 2014 года составляло 1037 человек.

## Географическое положение
Село Озеряны находится у истоков реки Барыш,
ниже по течению на расстоянии в 1 км расположено село Вербятин.
Через село проходит автомобильная дорога Н-18.

## История
- 1669 год — первое упоминание о селе.

## Объекты социальной сферы
- Школа.
- Дом культуры.
- Фельдшерско-акушерский пункт.

## Достопримечательности
- Братская могила советских воинов.